# 블레이크 제너
블레이크 제너(Blake Jenner, 1992년 8월 27일 ~ )는 미국의 배우, 가수이다. 경연 프로그램 《글리 프로젝트》 시즌2의 우승자이며, 드라마 《글리》의 라이더 린 역으로 유명하다.

## 작품 목록

### 영화
- 에브리바디 원츠 썸!! (2016)
- 지랄발광 17세 (2016)
- 더 베니싱 오브 시드니 홀 (2017)

### 텔레비전
- 글리 프로젝트 (2012)
- 글리 (2012-2015)